# Southeast Asia Treaty Organization
Die Southeast Asia Treaty Organization (kurz SEATO; dt. etwa ‚Organisation des Südostasienvertrags‘, auch Manilapakt) war eine von 1954 bis 1977 bestehende internationale Organisation.

## Geschichte
Nach der Genfer Indochinakonferenz von 1954, die den Rückzug Frankreichs aus Indochina und die Teilung Vietnams zur Folge hatte, wurde die SEATO am 8. September 1954 in Manila unter Federführung der Vereinigten Staaten als „pazifisches Gegenstück zur NATO“ gegründet, mit dem Ziel im Sinne von Domino-Theorie und Containmentpolitik die Ausbreitung des Kommunismus in Südostasien einzudämmen. Thailand und die Philippinen traten dem Bündnis bei, weil sich die Regierungen dieser beiden Staaten am meisten von dem wachsenden Einfluss des Kommunismus bedroht fühlten. Frankreich, das Vereinigte Königreich, Australien und Neuseeland wollten durch den Beitritt zur SEATO ihre Interessen in Südostasien wahren.
Kambodscha, Laos und Südvietnam standen unter dem Schutz der SEATO, ohne selbst Mitglieder zu sein. Sie konnten der SEATO nicht beitreten, weil ihnen dies nach den Vereinbarungen der Indochinakonferenz verboten war.
Die Allianz unterstützte daher die USA im Vietnamkrieg, kleinere Truppenkontingente aus Australien, Neuseeland, Thailand und von den Philippinen waren in Vietnam stationiert. Das Bündnis erfüllte die von den USA gehegten Erwartungen kaum, da nur Thailand die US-amerikanische Intervention in Indochina im gewünschten Ausmaß unterstützte. Nach dem US-amerikanischen Rückzug aus Vietnam 1973 wurde die SEATO als überflüssig angesehen und im gegenseitigen Einvernehmen zum 30. Juni 1977 aufgelöst.

## Mitgliedsstaaten
- Australien

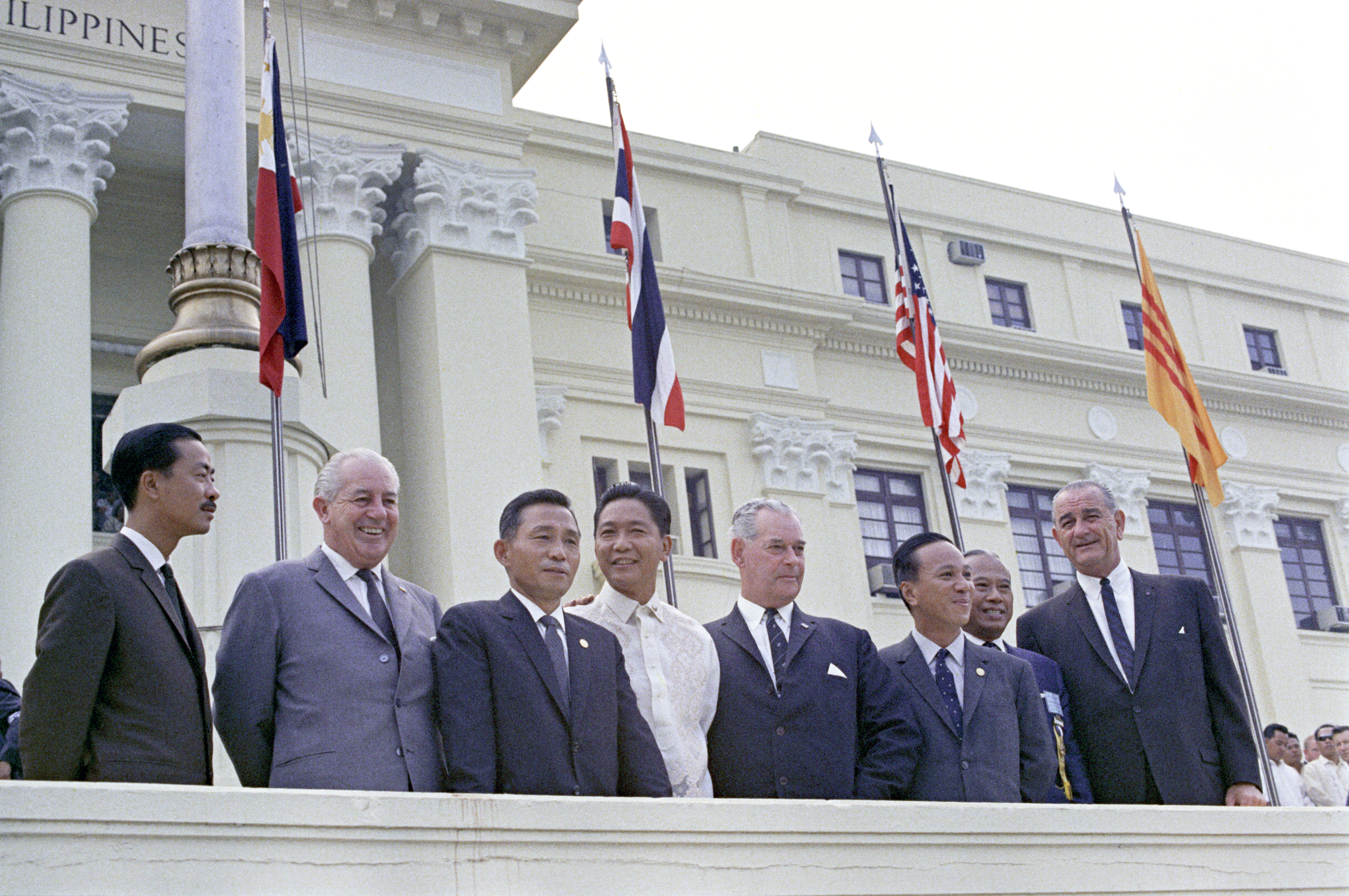
Treffen der Staats- und Regierungschefs der SEATO-Staaten in Manila 1966

- Frankreich (finanzielle Beteiligung 1974 eingestellt)
- Neuseeland
- Pakistan (Austritt 1973)
- Philippinen
- Thailand
- Vereinigtes Königreich
- Vereinigte Staaten

### Protokollstaaten
- Kambodscha
- Laos
- Südvietnam

## Generalsekretäre
- 195700000 Pote Sarasin (Thailand)
- 1957–1958 William Worth (Australien)
- 1958–1963 Pote Sarasin (Thailand)
- 1963–1964 William Worth (Australien)
- 1964–1965 Konthi Suphamongkhon (Thailand)
- 1965–1972 Jesus Vargas (Philippinen)
- 1972–1977 Sunthorn Hongladarom (Thailand)